# Бродець
Бро́дець — село в Україні, у Сарненському районі Рівненської області. Підпорядковується Висоцькій сільській громаді. Населення становить 245 осіб (2017).

## Назва
Польською мовою згадується як Brodziec, російською — як Бродецъ.

## Географія
Село розташоване на лівому березі річки Сирень (притока Горині), на півночі Сарненського району, за 24 км від колишнього районного центру м. Дубровиця та 8 км від пункту контролю Городище — Столін на кордоні з Білоруссю. Через село пролягає автошлях Н25, який з'єднує село із колишнім райцентром.[джерело?]
Площа села — 0,36 км². Поблизу села — річка Горинь.
Сусідні населені пункти:[джерело?]

### Клімат
Клімат у селі вологий континентальний («Dfb» за класифікацією кліматів Кеппена). Опадів 611 мм на рік. Найменша кількість опадів спостерігається в лютому й сягає у середньому 29 мм. Найбільша кількість опадів випадає в червні — близько 89 мм. Різниця в опадах між сухими та вологими місяцями становить 60 мм. Пересічна температура січня — -5,6 °C, липня — 18,6 °C. Річна амплітуда температур становить 24,2 °C.
| Клімат Бродця                     | Клімат Бродця | Клімат Бродця | Клімат Бродця | Клімат Бродця | Клімат Бродця | Клімат Бродця | Клімат Бродця | Клімат Бродця | Клімат Бродця | Клімат Бродця | Клімат Бродця | Клімат Бродця | Клімат Бродця |
| Показник                          | Січ.          | Лют.          | Бер.          | Квіт.         | Трав.         | Черв.         | Лип.          | Серп.         | Вер.          | Жовт.         | Лист.         | Груд.         | Рік           |
| Середній максимум, °C             | −2,6          | −1,3          | 3,4           | 12,4          | 19,3          | 22,9          | 23,9          | 23,1          | 18,2          | 11,7          | 4,7           | −0,1          | 11,3          |
| Середня температура, °C           | −5,6          | −4,5          | −0,3          | 7,5           | 13,7          | 17,5          | 18,6          | 17,7          | 13,2          | 7,7           | 2,2           | −2,6          | 7,1           |
| Середній мінімум, °C              | −8,6          | −7,7          | −3,9          | 2,7           | 8,2           | 12,1          | 13,3          | 12,3          | 8,3           | 3,8           | −0,2          | −5,1          | 2,9           |
| Норма опадів, мм                  | 36            | 29            | 29            | 42            | 56            | 89            | 81            | 64            | 57            | 45            | 41            | 42            | 611           |
| --------------------------------- | ------------- | ------------- | ------------- | ------------- | ------------- | ------------- | ------------- | ------------- | ------------- | ------------- | ------------- | ------------- | ------------- |
| Джерело: Climate-Data.org (англ.) |               |               |               |               |               |               |               |               |               |               |               |               |               |

## Історія
Село вперше згадується 1596 року.
Станом на 1859 рік, Бродець був поміщицьким фільварком, тут діяв винокурний завод. До 1917 року входило до складу Російської імперії. У 1906 році фільварок Бродець входив до складу Висоцької волості Рівненського повіту Волинської губернії Російської імперії. У 1918—1920 роки нетривалий час перебувало в складі Української Народної Республіки.
У 1921—1939 роки входило до складу Польщі. У 1921 році фільварок Бродець входив до складу гміни Висоцьк Сарненського повіту Поліського воєводства Польської Республіки. 1 січня 1923 року розпорядженням Ради Міністрів Польщі Висоцька гміна вилучена із Сарненського повіту і включена до Столінського повіту. У 1935 році хутір Бродець разом з міським селищем Висоцьк, селом Висоцьк, хуторами Чорновирка, Борек, Осов'я, Пасіка та фільвароком Висоцьк належало до громади Висоцьк гміни Висоцьк Поліського воєводства. З 1939 року — у складі Рівненської області УРСР.
У роки Другої світової війни деякі мешканці села долучилися до національно-визвольної боротьби у лавах УПА та ОУН. Загалом встановлено 14 жителів села, які брали участь у визвольних змаганнях, з них 8 загинуло, 6 було репресовано.
У 1947 році село Бродець разом з хуторами Гончариха та Котсчин підпорядковувалося Бродецькій сільській раді Висоцького району Ровенської області УРСР.
Відповідно до прийнятої в грудні 1989 року постанови Ради Міністрів УРСР село занесене до переліку населених пунктів, які зазнали радіоактивного забруднення внаслідок аварії на Чорнобильській АЕС, жителям виплачувалася грошова допомога. Згідно з постановою Кабінету Міністрів Української РСР, ухваленою в липні 1991 року, село належало до зони гарантованого добровільного відселення. На кінець 1993 року забруднення ґрунтів становило 3,17 Кі/км² (137Cs + 134Cs), молока — 3,62 мКі/л (137Cs + 134Cs), картоплі — 1,06 мКі/кг (137Cs + 134Cs), сумарна доза опромінення — 156 мбер, з якої: зовнішнього — 41 мбер, загальна від радіонуклідів — 115 мбер (з них Cs — 104 мбер).

## Населення
Станом на 1859 рік, на фільварку Бродець був 1 двір та 15 жителів (8 чоловіків і 7 жінок), з них 10 римо-католиків і 5 євреїв. Станом на 1906 рік на фільварку Бродець був 1 двір та мешкало 32 особи.
За переписом населення Польщі 10 вересня 1921 року на фільварку Бродець налічувалося 13 будинків та 67 мешканців, з них: 32 чоловіки та 35 жінок; 61 православний та 6 римо-католиків; 61 українець (русин) та 6 поляків.
Згідно з переписом УРСР 1989 року чисельність наявного населення села становила 290 осіб, з яких 143 чоловіки та 147 жінок. На кінець 1993 року в селі мешкало 280 жителів, з них 62 — дітей.
За переписом населення України 2001 року в селі мешкали 263 особи. Станом на 1 січня 2011 року населення села становить 207 осіб.

### Мова
Розподіл населення за рідною мовою за даними перепису 2001 року:
| Мова       | Відсоток |
| ---------- | -------- |
| українська | 96,21 %  |
| білоруська | 3,79 %   |

### Вікова і статева структура
Структура жителів села за віком і статтю (станом на 2011 рік):
| Вік   | Чоловіків | Жінок | Разом |
| ----- | --------- | ----- | ----- |
| 0-17  | 21        | 22    | 43    |
| 18-39 | 27        | 28    | 55    |
| 40-59 | 29        | 20    | 49    |
| 60+   | 23        | 37    | 60    |
| Разом | 100       | 107   | 207   |

### Соціально-економічні показники
| Працездатне населення | Працездатне населення | Працездатне населення | Працездатне населення | Працездатне населення | Працездатне населення | Непрацездатне населення | Непрацездатне населення | Непрацездатне населення | Непрацездатне населення | Непрацездатне населення | Непрацездатне населення | Все населення |
| Чоловіки              | Чоловіки              | Жінки                 | Жінки                 | Разом                 | Разом                 | Чоловіки                | Чоловіки                | Жінки                   | Жінки                   | Разом                   | Разом                   | 207           |
| ос.                   | %                     | ос.                   | %                     | ос.                   | %                     | ос.                     | %                       | ос.                     | %                       | ос.                     | %                       | 207           |
| --------------------- | --------------------- | --------------------- | --------------------- | --------------------- | --------------------- | ----------------------- | ----------------------- | ----------------------- | ----------------------- | ----------------------- | ----------------------- | ------------- |
| 56                    | 26                    | 49                    | 23                    | 105                   | 49                    | 31                      | 15                      | 40                      | 19                      | 71                      | 34                      | 207           |

| Зайняті  | Зайняті  | Зайняті | Зайняті | Зайняті | Зайняті | Безробітні | Безробітні | Безробітні | Безробітні | Безробітні | Безробітні | Все населення |
| Чоловіки | Чоловіки | Жінки   | Жінки   | Разом   | Разом   | Чоловіки   | Чоловіки   | Жінки      | Жінки      | Разом      | Разом      | 207           |
| ос.      | %        | ос.     | %       | ос.     | %       | ос.        | %          | ос.        | %          | ос.        | %          | 207           |
| -------- | -------- | ------- | ------- | ------- | ------- | ---------- | ---------- | ---------- | ---------- | ---------- | ---------- | ------------- |
| 133      | 10       | 122     | 10      | 255     | 20      | 234        | 18         | 171        | 13         | 405        | 31         | 207           |

| Дорослі | Діти | Пенсіонери | Інваліди Німецько-радянської війни | Учасники бойових дій | Інваліди всіх груп і категорій | Люди, які обслуговуються служб. соц. допом. на дому | Неповні сім'ї | Діти з неповних сімей | Багатодітні сім'ї | Діти з багатодітних сімей | Діти-інваліди | Діти-сироти | Одинокі багатодітні матері |
| ------- | ---- | ---------- | ---------------------------------- | -------------------- | ------------------------------ | --------------------------------------------------- | ------------- | --------------------- | ----------------- | ------------------------- | ------------- | ----------- | -------------------------- |
| 178     | 48   | 87         | -                                  | -                    | 6                              | 7                                                   | -             | -                     | 6                 | 20                        | -             | -           | -                          |

## Політика

### Органи влади
Місцеві органи влади представлені Туменською сільською радою.

### Вибори
Село входить до виборчого округу № 155. У селі розташована виборча дільниця № 560295. Станом на 2011 рік кількість виборців становила 163 особи.

## Культура
У селі працює Бродецький сільський клуб на 160 місць.
На території цвинтаря в с. Бродець знаходиться сімейний склеп польського пана Руліковського побудований у 1895 році, надмогильний пам'ятник можна вважати архітектурним витвором, так як має форму дерева, з чітко окресленою структурою у формі кори дуба.

## Релігія
Список конфесійних громад станом на 2011 рік:
| Релігійна громада Помісної церкви ХВЄ П'ятидесятників | ХВЄ | 28.02.00 | 25 | Молитовний будинок | [ 29 ] |
| — протестантські.                                     |     |          |    |                    |        |

## Галерея

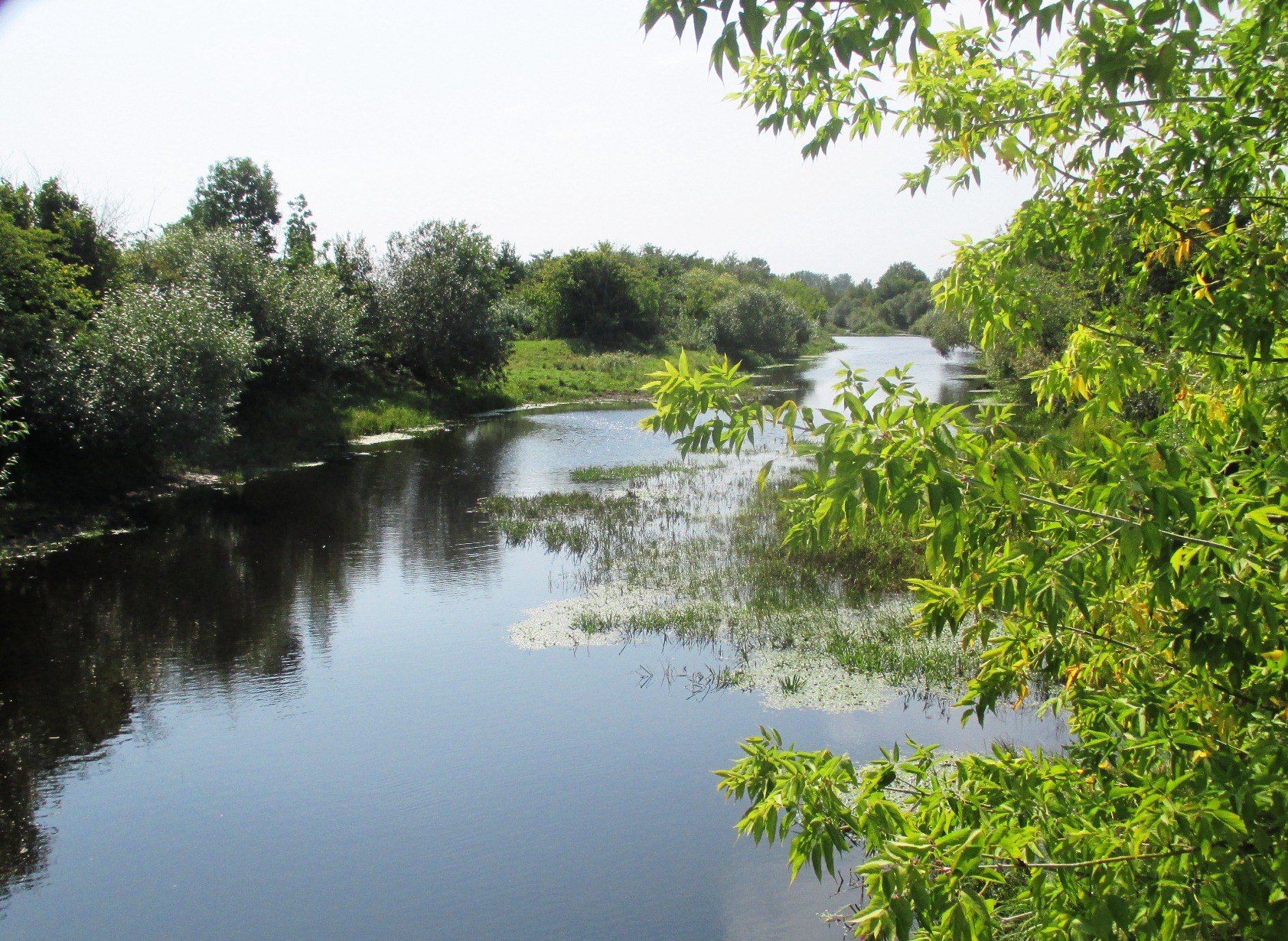
Річка Сирень поблизу села

#### Офіційні дані та нормативно-правові акти
- Паспорт Дубровицького району (станом на 1 січня 2011 року) (doc). Дубровицька районна рада. Архів оригіналу за 10 лютий 2015. Процитовано 16 жовтня 2019.

#### Мапи
- Історичний Атлас України / Гол. ред. Л. Винар; Упорядн.: І. Тесля, Е. Тютько. Українське історичне товариство. — Монреаль; Нью-Йорк; Мюнхен, 1980. — 182 с.